# 施利爾巴赫 (琉森州)
施利爾巴赫是瑞士的城鎮，位於該國中部，由琉森州負責管轄，面積7.17平方公里，六成土地是農業用地，海拔高度697米，2011年人口701，人口密度每平方公里98人。